# Sociedad Deportiva San Pedro
La Sociedad Deportiva San Pedro es un club de fútbol con sede en la localidad de Sestao, Vizcaya (España). Fundado en 1923, su primer equipo se encuentra actualmente en División de Honor de Vizcaya.

## Historia
A lo largo de sus 100 años de historia, han pasado innumerables jugadores por todas sus categorías, donde cabe destacar a jugadores como Manu Sarabia, exjugador del Athetic club de Bilbao e internacional con España, quien dio sus primeros pasos en este club de la margen izquierda. Lo mismo que Manuel Etura, nacido en esta localidad Bizkaina en los años treinta. También se curtiò en sus categorías inferiores Primitivo Soto "Primi", un referente futbolístico de esta localidad.
Durante su larga trayectoria deportiva, "el Sanpe"(diminutivo con el que es conocido entre sus aficionados) ha competido en las distintas categorías regionales de Vizcaya. En la temporada 95/96 consigue el ascenso a 3.ª División, un hito histórico para el club hasta esa fecha. Durante 7 temporadas el equipo milita en la categoría, realizando grandes temporadas, cabe destacar la temporada 97/98 donde logran una meritoria 5.ª posición.
En la temporada 2002/2003 el club pierde la categoría y regresa a División de Honor, pero ese paso fue efímero ya que a la temporada siguiente el equipo regresaría a 3.ª División, logrando el ascenso en un emocionante play-off ante el Berío Guipuzkoano y el Ariznabarra Alavès. En esta segunda etapa en la categoría se permaneció 4 temporadas, siendo la 2007/2008 donde se consuma el descenso de 3.ª división.
En esta última década, la trayectoria del club se ha realizado por las categorías regionales del fútbol Bizkaino , incluidos 4 temporadas en regional Preferente. Tras varios intentos fallidos, en la temporada 2015/2016 el club consigue el ansiado ascenso a División de Honor en la última jornada ante el Uritarra K.T en un vibrante encuentro.
El club permanece dos temporadas en División de Honor, quedando Subcampeón en la temporada del regreso a la élite regional (2016/2017), y jugando la promoción de ascenso a tercera división ante el Hernani y el Ariznabarra quedándose los tres equipos sin el premio del ascenso. En la segunda temporada (2017/2018), se consigue el ascenso a categoría Nacional cuajando una excelente temporada y volviendo una década después a 3.ª División.
Tras una temporada de altibajos, no se consigue el objetivo de mantenerse, volviendo un año después, nuevamente, a División de Honor Regional.
Hoy en día el club cuenta con 230 niños aproximadamente en las categorías inferiores de fútbol base, repartidos en 11 equipos: Pre-benjamines (1 equipo), Benjamines (2 equipos), Alevines (2 equipos), Infantiles (2 equipos), Cadetes (2 equipos) y Juveniles (2 equipos). Los equipos del fútbol base desarrollan sus partidos y entrenamientos en las instalaciones Municipales de Galindo 1 (100X62m), cuya superficie es de hierba artificial, al mismo tiempo el equipo sénior entrena en la instalaciones Municipales de Galindo 2 (100x60m) cuya superficie es de hierba natural, y desarrolla sus partidos como local en el campo municipal de Las Llanas (102x64m) con capacidad para 4.367 espectadores.
Es de destacar que en la temporada 21/22 el club resurgió a su equipo sénior B, militando en Tercera Regional. Este equipo se formó siguiendo una filosofía, la cual consiste en formar filas con jugadores que hubiesen jugado tanto en el San Pedro, Sestao River o Begoñako Arteagaba. Así mismo toda persona de Sestao o residente en ella entraría dentro de dicha filosofía.

## Uniforme
Cuando se fundó la Sociedad, se acordó escoger como colores representativos los del club ganador del Campeonato de España de 1923, cuya final, Barcelona-Real Unión, fue para el once catalán. Desde entonces, la entidad Sestaoarra ha hecho del azulgrana una de sus señas de identidad.

## Datos del club
- Fundación: 1923
- Presidente: Elíseo Molinuevo
- Vicepresidente: Jokin Borreguero
- Tesorero: María López
- Secretario: Javier Ordóñez
- Vocal: Nerea Ruiz
- Vocal: Juan Manuel Domínguez
- Vocal: Víctor Miguelez
- Vocal: Antonio López
- Vocal: Leyre Ranero
- Coordinador: Alain Etxeandia
- Estadio: campo municipal de Las Llanas
- Socios: 400 aprox.
- Temporadas en 3ª: 13

- Equipación:
  - Primera: Camiseta azulgrana a rayas verticales, pantalones azul marino y medias azulgranas
  - Segunda: Camiseta blanca y pantalón granate con medias granates
- Patrocinador: Q service
- Trayectoria futbolística: 3.ª División, División de Honor y categorías inferiores
- Marca deportiva: Puma
- Facebook: Sociedad Deportiva San Pedro
- Twitter e Instagram: S.D. San Pedro (@sdsanpedro)